# Presa de Fraisse
La Presa de Fraisse fou una de les batalles de la Guerra dels armanyaguesos

## Antecedents
Joan III d'Armagnac reclamava el tron de la Corona de Mallorca pels drets que deia tenir a través d'Elisabet de Mallorca a la mort de Lluís I de Provença, i a través de la seva germana Mata d'Armanyac, primera dona de Joan el Caçador.
Les companyies mercenàries de Joan III d'Armagnac van atacar Catalunya del 1389 i 1390 ocupant el Rosselló fins a ser derrotats a la batalla de Navata per Bernat IV de Cabrera el 1390. Joan el Caçador va aplegar el seu exèrcit a Girona d'on va sortir el 31 de març per anar a buscar als armanyacs, que van fugir a les Corberes. El rei va estar a Perpinyà fins al maig i els armanyacs van tornar a atacar quan el rei va tornar a Barcelona l'agost de 1390, prenent Mosset, Salses i Sant Hipòlit de la Salanca.

## La presa
Gilabert de Centelles i Riu-sec, governador de Rosselló, coneixedor que Berenguer de Calms un dels capitans armanyaguesos, havia arribat de Rodés al castell de Fraisse, d'on era senyor, va passar al contraatac, sortint de Montpeller amb seixanta cavallers i seixanta ballesters el 15 d'agost de 1390 i arribant a Fraisse l'endemà. Com Berenguer de Calms havia fugit a Narbona, Gilabert de Centelles el va cremar però fou capturat a Ceret.

## Conseqüències
A finals de mes, Berenguer de Calms va reunir un exèrcit de 500 homes a Fraisse. s'encomanà a Arnau de Cervelló a recuperar Rivesaltes i posteriorment a Gilabert de Centelles, acompanyat de Ramon d'Abella i Arnau de Cervelló sortir a l'encontre dels armanyagueos i recuperar el castell de Rasigueres, on foren derrotats per Bernard d'Armagnac, però Joan III d'Armagnac, veient que no podria aconseguir la corona, va marxar el 1391 a Milà per ajudar els gibel·lins contra Joan Galeàs Visconti, participant en la batalla d'Alessandria on va ser ferit i va morir, sent succeït per Bernard VII d'Armagnac.